# Rudolf Berlin
Rudolf August Johann Ludwig Wilhelm Berlin (2 mei 1833 – 12 september 1897), ook bekend als Rudolph Berlin, was een Duitse oogarts.

## Leven en werk
Rudolf Berlin was de zoon van August Berlin (1803–1880), een arts, en zijn vrouw Amalie (geboren in Runge, 1808–1884) in Friedland (Mecklenburg). Zijn grootvader, George Ludwig Berlin (1772–1823), was eerder burgemeester van Friedland.
Rudolf Berlin volgde het Gymnasium in zijn geboortestad en nam zijn Abitur op 29 september 1853. Hij studeerde daarna geneeskunde in Göttingen, Würzburg en Erlangen, en oogheelkunde onder Albrecht von Graefe aan het Charité in Berlijn. Rudolf Berlin was lid van het Korps Hannovera Göttingen en Nassovia Würzburg. Na zijn studie werd hij assistent van Alexander Pagenstecher in Wiesbaden en op de chirurgische kliniek in Tübingen. In 1861 richtte hij een oogkliniek in Stuttgart op.
In 1870 voltooide Berlin een habilitatie in fysiologische optica aan de Technische Universiteit van Stuttgart. In 1875 werd hij hoogleraar in de vergelijkende oogheelkunde aan de Veterinaire School in Stuttgart. Berlin was de eerste die systematisch vergelijkende oogheelkunde uitvoerde. Vanaf 1882 gaf hij het Zeitschrift für Vergleichende Augenheilkunde (Tijdschrift voor vergelijkende oogheelkunde) uit. In dat tijdschrift publiceerde hij zijn werk aan de fysisch-optische constructie van het oog van het paard. In 1884 werd hij verkozen tot lid van het Nationale Akademie der Wetenschappen Leopoldina.
In 1887 bedacht Rudolf Berlin de term dyslexie.
In 1895 bekleedde Berlin de positie van decaan van de Universiteit van Rostock de Faculteit der Geneeskunde. In 1897 werd hij verkozen tot rector van de universiteit. Een paar maanden later overleed hij op 65-jarige leeftijd tijdens een spa verblijf in Zwitserland. Hij ligt begraven op het oude kerkhof in Rostock, vandaag Lindenpark.

## Publicaties
- Eine besondere Art der Wortblindheit (Dyslexie) ("Een bijzondere vorm van woordblindheid (Dyslexie)"). Wiesbaden 1887. (Online copy)